# 福島菊次郎
福島 菊次郎（ふくしま きくじろう、1921年3月15日 - 2015年9月24日）は、日本の写真家、ジャーナリスト、ノンフィクション作家。

## 経歴
山口県下松市に、網元の四男として生まれる。1944年春に出征し、広島西部第10部隊に配属され、弾薬や物資を馬で運搬する任務に就くが、訓練中に馬に蹴られて骨折し、除隊となる（同部隊は福島の入院中に船で沖縄へ向かったが、魚雷に撃沈された）。1945年春に再召集。本土決戦の際に爆雷を背負って戦車に飛び込むよう命を受け、7月31日から日南海岸の砂浜に掘った穴の中に身を潜め、8月15日の終戦を迎えた。同月末に復員し、時計店を開いて時計修理や写真現像の仕事を始める。同年暮れに結婚。
戦後、民生委員などの社会事業を通じて作家活動をはじめ、広島市に投下された原爆の被災者の10年におよぶ困窮生活を活写した作品『ピカドン ある原爆被災者の記録』が、日本写真評論家協会賞特別賞を受賞（1960年）。しかし「ピカドン」の撮影で、被写体となった被爆者の凄惨な生活状況を間近に見続けたことで幻聴や幻覚に襲われ、精神衰弱の診断を受けて精神科に3か月入院し、時計店の経営も傾いたことなどもあって離婚。1961年、3人の子どもを連れ上京しプロ写真家となる。土門拳、木村伊兵衛が審査員を務める「カメラ（CAMERA）」の月例コンテストに応募していたこともある。
原爆、政治・軍事問題、学生運動、公害・福祉問題などをライフワークとし、「ピカドン」など17回の個展を開き12冊の写真集がある。中近東、アラブ、ソビエト連邦などに長期にわたる取材もこなした。作品は、『中央公論』、『文藝春秋』、『朝日ジャーナル』などの総合雑誌グラビアで約3300点が発表されている。また、「写真で見る戦争責任展」などの写真展を全国510会場で開催した。
1969年、1年以上かけての「迫る危機」の撮影では、防衛庁（当時）を信用させ、兵器工場内の取材を許されたが、撮影禁止箇所を隠し撮りして無断で公表した。その後、暴漢に刃物で切り付けられ、鼻骨を折って10針縫う重傷を負い、その1か月後には自宅を放火された。ただし、家に保管されていたネガは娘が持ち出して無事であった。
1982年、自給自足の生活を目指し瀬戸内海の無人島に入植。1987年、検診で胃癌が見つかり、山口県柳井市の病院に入院。死を覚悟して『戦争がはじまる』と『瀬戸内離島物語』を刊行。1988年、手術を受け、入院中に昭和天皇の容体悪化報道が流れる。1989年、昭和天皇が亡くなった後、「戦争責任展」と銘打ち全国各地に写真パネルを展示する。展覧会場では爆竹を鳴らされたり、パネルに消火液をかけられたり、写真をナイフで切られたり、会場に銃弾を撃ち込まれるなどの右翼の妨害があり、中止に追い込まれた所もあった。
1999年、柳井市のアパートに在住。2001年以降は急性膵炎、大腸ポリープ、前立腺癌、胆嚢結石など高齢に伴う病気を患った。2011年に発生した福島第一原子力発電所事故を機に、再び活発に活動を続けていた。
信条は「余命はあと1年 生きたらあともう1年」。「この国を攻撃しながら、保護を受けることはできない」として年金は受け取っていなかった。
2015年、夏頃から体調を崩して入院し9月24日、脳梗塞のため死去、94歳。生前に全作品の権利は共同通信イメージズへ譲渡され、約10万コマにものぼるネガが保管、順次デジタル化され公開されている。

## 著書

### 公刊された写真集
- 1961年 『ピカドン―ある原爆被災者の記録』 東京中日新聞
- 1969年 『ガス弾の谷間からの報告―福島菊次郎写真集』 MSP出版部
- 1970年 『迫る危機―福島菊次郎遺作集 自衛隊と兵器産業を告発する!』 現代書館
- 1977年 『戦場からの報告―三里塚 1967-1977』 社会評論社
- 1978年 『原爆と人間の記録』 社会評論社
- 1980年 『公害日本列島―日本の戦後を考える』 三一書房
- 1980年 『戦後の若者たち―日本の戦後を考える 叛逆の現場検証』 三一書房
- 1981年 『戦後の若者たち〈part 2〉リブとふうてん―日本の戦後を考える』 三一書房
- 1981年 『天皇の親衛隊―日本の戦後を考える』 三一書房
- 1987年 『戦争がはじまる―福島菊次郎全仕事集』 社会評論社、ISBN 4784504362
- 1989年 『瀬戸内離島物語』 社会評論社、ISBN 4784504532
- 2013年 『証言と遺言』デイズ ジャパン [13] ISBN 4990198212

### 著述
- 2003年 『写らなかった戦後 ヒロシマの嘘』現代人文社、ISBN 4877981667
- 2005年 『写らなかった戦後2 菊次郎の海』現代人文社、ISBN 4877982620
- 2010年 『写らなかった戦後3 殺すな、殺されるな 福島菊次郎遺言集』現代人文社、ISBN 978-4877984564

- 那須圭子（特別寄稿: 福島菊次郎）『中電さん、さようなら 山口県祝島原発とたたかう島人の記録』創史社、2007年11月、ISBN 4915970310

## 関連書籍
- 鈴木佳子『写真の歴史入門 第3部「再生」戦争と12人の写真家』 新潮社、2005年7月、ISBN 4106021331
- 那須圭子『My Private Fukushima―報道写真家 福島菊次郎とゆく』 みずのわ出版、2013年8月、ISBN 4864260257

## 関連映画
- 『ニッポンの嘘 報道写真家 福島菊次郎90歳』長谷川三郎監督作品[14]